# Catedral de la Inmaculada Concepción (San Carlos, Venezuela)
La Iglesia Inmaculada Concepción Catedral de San Carlos o bien simplemente Catedral de San Carlos es el nombre que recibe este  edificio religioso que pertenece a la Iglesia Católica y se encuentra ubicada entre la Avenida Silva y la Calle Sucre de la localidad de San Carlos, la ciudad capital del Estado Cojedes, en los llanos del país sudamericano de Venezuela. Ha sido declarada Monumento histórico nacional por lo que se trata de un espacio protegido.
El templo sigue el rito romano o latino y funciona como la sede de la Diócesis de San Carlos (Dioecesis Sancti Caroli in Venetiola) creada el 16 de mayo de 1972 mediante la bula In vertice del Papa Pablo VI.
Esta bajo la responsabilidad pastoral del obispo Polito Rodríguez Méndez. El edificio original de la catedral data del año 1680. Fue totalmente remodelada en 1957.

## Cierre de la catedral de San Carlos
A partir del 29 de julio de 2018, la catedral permanecerá cerrada producto de daños graves a la estructura debido a la falta de mantenimiento, los cuales se han acentuado con la llegada del período de lluvias.
Según se reseñó en las Noticias de Cojedes, el servicio de Protección Civil declaró inhabitable la edificación debido a que se encuentra en grave riesgo de colapso.